# Сијера Леоне на Светском првенству у атлетици на отвореном 2017.
Сијера Леоне је учествовала  на Светском првенству у атлетици на отвореном 2017. одржаном у Лондону од 4. до 13. августа четрнаести пут. Репрезентацију Сијера Леона представљала је 1 атлетичарка  која се такмичила  у трци на 400 метара.,
На овом првенству представница Сијера Леонеа није освојила медаљу, нити је оборила неки рекорд.

## Учесници
Жене:
- Меги Бари — 400 м

## Резултати

### Жене
| Атлетичарка | Дисциплина | Лични рекорд | Квалификације | Квалификације | Полуфинале            | Полуфинале            | Финале                | Финале  | Детаљи |
| Атлетичарка | Дисциплина | Лични рекорд | Резултат      | Место         | Резултат              | Место                 | Резултат              | Место   | Детаљи |
| ----------- | ---------- | ------------ | ------------- | ------------- | --------------------- | --------------------- | --------------------- | ------- | ------ |
| Меги Бари   | 400 м      | 52,27 НР     | 53,20         | 5. у гр. 1    | Није се квалификовала | Није се квалификовала | Није се квалификовала | 41 / 49 |        |